# بلک‌فایر
بلک‌فایر (به انگلیسی: Blackfire) یک شخصیت خیالی شرور بزرگ در کتاب‌های کامیک آمریکایی منتشر شده توسط دی‌سی کامیکس است. این شخصیت توسط نویسنده مارو وولفمن و طراح جرج پرز خلق شده‌است که برای اولین بار در شمارهٔ ۲۲ از مجموعه کمیک تایتان‌های نوجوان جدید (اوت ۱۹۸۲) حضور پیدا کرد. او خواهر بزرگتر استارفایر، یکی از اعضای تیم تایتان‌های نوجوان و همچنین دارک‌فایر محسوب می‌شود.
بلک‌فایر از تمامی توانایی‌های نژاد سیارهٔ خیالی تاماران شامل پرواز، قدرت، استقامت، دوام، چابکی و واکنش ابرانسانی برخوردار است، اما او قدرت جذب پرتو فرابنفش و پرواز را به سبب یک بیماری در دوران جوانی از دست داد.